# Brod u boci (2020.)
Brod u boci kratkometražni je igrani film u režiji Karla Gagulića u suradnji s Udrugom Blank, Apolos Produkcijom i Playbox Produkcijom. Film prikazuje lika Nou s tragedijom iz prošlosti koja ga i dalje proganja. 
U glavnim ulogoma pojavljuju se Roko Klišmanić (Noa), Lukas Crvelin (Borna), Paula Gagić (Luna), Paula Omerbegović (Nika), dok se u sporednim ulogama pojavljuju Mia Melcher (razrednica), Nataša Dangubić (majka Marina), Darko Janeš (profesor Šivak), Franko Jakovčević (Ante), Jakov Kulić (Roko), Borna Kurolt (Toma), Elma Tomć (Lara), Val Ivan Klašterka (Lukas), Mark Fejer (Nikola). 
Na filmu je sveukupno radilo 120 ljudi, scenarij je završen u prosincu 2019., a snimanje je započelo u veljači. Film je prvi puta u javnosti prikazan 4. rujna 2020. godine na Betina Film Festivalu.  
Film je prošao na razne festivale diljem Hrvatske: Betina Film Festival, Revija filmske mladeži, Four River Film Festival, Dani hrvatskog filma. 
Na Reviji filmske mladeži I Four River Film Festivalu, film je odnio nagradu publike. 
Zagrebačka premijera održala se 16. rujna 2020. u kinu Tuškanac, povodom 29. izdanja festivala Dani hrvatskog filma.